# 77. vestlige længdekreds
Den 77. vestlige længdekreds (eller 77 grader vestlig længde) er en længdekreds, der ligger 77 grader vest for nulmeridianen. Den løber gennem Ishavet, Nordamerika, Atlanterhavet, Caribien, Sydamerika, Stillehavet, det Sydlige Ishav og Antarktis.